# 486958 Arrokoth
486958 Arrokoth (provisorisk beteckning: 2014 MU69, (486958) 2014 MU69), som tidigare gick under smeknamnet Ultima Thule, är en transneptunsk asteroid som är belägen i Kuiperbältet. Den upptäcktes den 26 juni 2014 av rymdteleskopet Hubble. Den 1 januari 2019 passerade rymdsonden New Horizons nära asteroiden, vilket gav utökade data om himlakroppen.
486958 Arrokoth har en omloppstid på cirka 295 år. Dess skenbara magnitud är 26,6, vilket gör att bara de allra mest kraftfulla teleskopen kan observera den.

## Historik

### Upptäckt
Som ett led i planen att låta rymdsonden New Horizons passera förbi en småplanet eller asteroid efter sin förbiflygning av Pluto 2015, gjordes undersökningar av bilder tagna med Hubbleteleskopet. På detta sätt upptäcktes den 26 juni 2014 objektet som gavs den tillfälliga beteckningen 2014 MU69.

### Vidare utforskande
År 2015 beslutade man att låta rymdsonden New Horizons passera 2014 MU69, och sondens kurs ändrades av detta skäl. Passagen skedde 1 januari 2019 kl 06:33 CET, då sonden kom drygt 3,5 km från asteroiden.
Då var avståndet från solen 43,4 AU, det vill säga 6 490 miljoner km, eller 6,01 ljustimmar. Denna förbiflygning gjorde 486958 Arrokoth till den mest avlägsna himlakropp som utforskats av människan. Avståndet till sonden gjorde att alla observationsdata nådde forskarna på jorden först sent 2020.

## Egenskaper
Den skenbara magnituden 26,6 gör att bara riktigt stora teleskop alls kan se den. Observationer med Hubbleteleskopet har gett bättre data om dess bana och dess storlek och rotationsperiod. Inte heller Hubbleteleskopet kan visa några detaljer om yta och form. Men observation av dess passage framför tre stjärnor i juni och juli 2017 visade att 2014 MU69 har en oregelbunden form.
Efter den obemannade rymdsonden New Horizons förbiflygning den 1 januari 2019 visade den tillbakasända informationen på en 32 kilometer lång och 14-19 kilometer bred rymdklippa som är formad som en jordnöt eller snögubbe. Den snurrar som en propeller. Foton visar att objektet ursprungligen var två objekt som kolliderat som nu har en smal "hals" mellan delarna.
De data som New Horizons inhämtade gav betydligt ökade kunskaper om denna asteroid. En senare analys bekräftade att den förmodligen uppstått genom att två mindre kroppar som bildats och färdats nära varandra så småningom förenats till en, dock inte i en särskilt våldsam kollision, utan i en ganska lugn process. Kroppen har överlag rätt lågt albedo, men dock något högre i den "kragliknande" ring som uppstod där de två ursprungliga kropparna möttes.

### Asteroidens yta
Ytan på asteroiden har en roströd färg, och där finns frusen metanol. Forskare spekulerade inledningsvis om att solvinden och kosmisk strålning omvandlat frusen metanol och andra gaser på småplaneten till organiska molekyler. Senare laboratorieexperiment på University of Hawai'i genomförda i sambarbete med Université Côte-d'Azur i Frankrike och där man simulerat asteroidens egenskaper och miljö, har lett till tanken att den röda färgen kan bero på närvaro av sockerarter.
Den simulerade strålningen ledde till kemiska reaktioner som skapade polycykliska aromatiska kolväten (PAH:er), och via spektralanalys upptäcktes glukos, ribos, allos och glycerol. Detta ledde forskarna att anta att ytan på Arrokoth troligen har en söt smak och en konsistens som påminner om tvål. PAH: ser rödaktiga ut, sedda utifrån rymden. Laboratorieexperimenten antydde att cirka tio procent av den frusna metanolen skulle kunna omvandlas till olika sockerarter.
Förekomsten av sockerarter på Arrokoth, andra asteroider samt kometer har lett till teorier om dessas betydelse för att ha kunnat förse jorden med prebiotiska molekyler och vatten. Detta skulle kunna ha en roll i bildandet av liv på "vår" planet.

## Smeknamn
Asteroiden fick den preliminära beteckningen 2014 MU69, men allra först beteckningen 1110113Y internt av institutet som upptäckte den.
Med anledning av rymdsonden New Horizons förbiflygning, genomförde NASA en omröstning för att ge småplaneten ett smeknamn. Valet föll då på Ultima Thule. Namnet betyder "bortom Thule", en mytologisk plats långt i norr, bortom den kända världen. Namnet bedömdes passande med tanke på att småplaneten blev den mest avlägsna av alla himlakroppar som utforskats av människan. Efter att förbiflygningen var genomförd och man lärt känna mer om 2014 MU69, ansökte NASA och teamet bakom New Horizon hos IAU om ett officiellt namn; eftersom sondens bilder visade att det var två objekt som sitter ihop, hade man kallat den större Ultima och den mindre Thule. Först då visste man om småplaneten är ensam eller har en eller flera följeslagare.
NASA döpte den 12 november 2019 om den till Arrokoth, efter att kritik framförts mot det tidigare smeknamnet Ultima Thule. Namnet hade väckt protester eftersom nazister och andra högerextrema använt det som namn på ett påhittat urhem för det ariska folket.